# Pierre-Mathieu Joubert
Pierre-Mathieu Joubert (nacido el 16 de noviembre de 1748 en Angulema - muerto en París el 26 de abril de 1815), es sacerdote cuando fue elegido diputado del clero de la alguacilazgo de Angoulême el 28 de marzo de 1789. Fue elegido obispo constitucional de la Charente el 8 de marzo de 1791.

## Elección de diputados en Angulema
El comienzo del año 1789 estuvo marcado por la petición del rey Luis XVI de organizar los Estados Generales de 1789. Para cumplirlo, el sénéchal de Angoumois toma medidas en una ordenanza de 24 de enero. La asamblea de delegados, de la tres órdenes, comenzó el 16 de marzo de 1789 en la Cathédrale Saint-Pierre d' Angoulême.